# 구성의 오류
구성의 오류는 전체 중 일부분이 참이라는 사실을 통해 무언가가 전적으로 참일 것이라고 추론할 때 발생하는 오류이다.

## 예시
- 누군가가 크리켓 경기에서 좌석에 서 있으면 더 잘 볼 수 있으니, 모두가 서 있으면 이들이 모든 것을 더 잘 볼 수 있을 것이다.
- 일부 사람이 올바른 비즈니스적 관점을 갖고 백만장자가 될 수 있다. 그러므로 모든 사람이 올바른 비즈니스적 관점을 가진다면 모두가 백만장자가 될 것이다.
- 특정 기계의 모든 부품은 무게가 가볍기 때문에 기계 전체의 무게는 가벼울 것이다.[1]

## 같이 보기
- 제유